# Доња Илова
Доња Илова је насељено мјесто у општини Прњавор, Република Српска, БиХ. Према попису становништва из 1991. у насељу је живјело 817 становника.

## Становништво
| Националност       | 1991. | 1981. | 1971. | 1961. |
| Срби               | 636   | 661   | 646   | 668   |
| Југословени        | 40    | 26    |       |       |
| Хрвати             | 13    | 13    | 28    | 22    |
| остали и непознато | 113   | 141   | 133   | 32    |
| Укупно             | 802   | 841   | 807   | 722   |

| Демографија | Демографија | Демографија |
| Година      | Становника  | Становника  |
| ----------- | ----------- | ----------- |
| 1961.       | 722         |             |
| 1971.       | 807         |             |
| 1981.       | 841         |             |
| 1991.       | 802         |             |